# 板倉町 (新潟県)
板倉町（いたくらまち）は、新潟県の南西にある中頸城郡の南部に位置していた町。上越市への通勤率は24.2%・新井市への通勤率は20.7%（いずれも平成12年国勢調査）。2005年1月1日に上越市に編入し、町域は地域自治区「板倉区」となった。

## 地理
- 山：
- 河川：大熊川
- 湖沼：

### 隣接していた自治体
- 上越市
- 新井市
- 中頸城郡：清里村
- 飯山市（長野県）

## 歴史

### 沿革
- 1889年（明治22年）4月1日 - 町村制施行に伴い中頸城郡針村、下米沢村、南中島村、上中島新田、小石原村、下田屋村、横町村、関根村が合併し、板倉村（いたくらむら）が発足。
- 1901年（明治34年）11月1日 - 中頸城郡豊原村、根越村、箕冠村と合併し、板倉村を新設。
- 1956年（昭和31年）4月1日 - 中頸城郡寺野村を編入。
- 1958年（昭和33年）8月1日 - 町制施行により板倉町となる。
- 2005年（平成17年）1月1日 - 上越市に編入され、町域は地域自治区「板倉区」となる。

## 行政
- 町長：瀧澤 純一（1998年4月20日から）

## 経済

### 産業
- 主な産業
- 産業人口

## 姉妹都市・提携都市

### 国内
- 板倉町（群馬県邑楽郡）
- 城辺町（沖縄県宮古郡）（現宮古島市）

## 地域

### 健康
- 平均年齢

### 教育
- 針小学校
- 豊原小学校
- 宮嶋小学校
- 山部小学校
- 板倉中学校
- 新潟県立有恒高等学校

## 交通

### 鉄道路線
町内を鉄道路線は通っていない。最寄り駅は、JR東日本信越本線北新井駅。

### 道路
高速道路
なし
一般国道
町内を走る一般国道：
県道
町内を走る県道：

## 名所・旧跡・観光スポット・祭事・催事
- 山寺薬師
- 恵信尼廟所
- 箕冠城跡
- 増村朴斉記念館

## 出身有名人
- 佐川清（佐川急便創業者）
- 中村十作（人頭税の廃止）